# كارلوس مايا
كارلوس مايا (بالإسبانية: Carlos Maya) هو دراج فنزويلي، ولد في 16 مارس 1972.

## وصلات خارجية
- كارلوس مايا على موقع الاتحاد الدولي للدراجات (الإنجليزية)
- كارلوس مايا على موقع أرشيف الدراجات (الإنجليزية)
- كارلوس مايا على موقع نسبة الدراجات (الإنجليزية)
- كارلوس مايا على موقع أوليمبيديا (الإنجليزية)